# Wydział Budownictwa Lądowego i Wodnego Politechniki Wrocławskiej
Wydział Budownictwa Lądowego i Wodnego (W-2) Politechniki Wrocławskiej – jednostka naukowo-dydaktyczna (jeden z 16 wydziałów) Politechniki Wrocławskiej, która powstała we wrześniu 1945 roku jako Wydział Budownictwa. Składał się początkowo z dwóch oddziałów: Oddziału Architektury oraz Oddziału Inżynierii Lądowej i Wodnej. We wrześniu 1949 roku obydwa oddziały przekształciły się w samodzielne wydziały. Z Oddziału Inżynierii Lądowej i Wodnej powstał Wydział Inżynierii z Oddziałami Lądowym i Wodnym. W roku 1954 na skutek likwidacji Oddziału Wodnego, Wydział Inżynierii zmienił nazwę na Wydział Budownictwa Lądowego. Następnie nastąpiła zmiana nazwy na obecną. Według Ministerstwa Nauki i Szkolnictwa Wyższego wydział posiada kategorię "A".
Wydział zatrudnia 157 nauczycieli akademickich, w tym:
15 z tytułem naukowym profesora

17 ze stopniem naukowym doktora habilitowanego

113 ze stopniem naukowym doktora

## Struktura Wydziału
- Katedra Geotechniki, Hydrotechniki, Budownictwa Podziemnego i Wodnego W2/K1
- Katedra Konstrukcji Metalowych W2/K2
- Katedra Mechaniki Budowli i Inżynierii Miejskiej W2/K3
- Katedra Mostów i Kolei W2/K4
- Zakład Budownictwa Ogólnego W2/Z1
- Zakład Dróg i Mostów W2/Z2
- Zakład Fizyki Budowli i Komputerowych Metod Projektowania W2/Z3
- Zakład Konstrukcji Betonowych W2/Z4
- Zakład Materiałów Budowlanych, Konstrukcji Drewnianych i Zabytkowych W2/Z5
- Zakład Technologii i Zarządzania w Budownictwie W2/Z6
- Zakład Wytrzymałości Materiałów W2/Z7

## Władze Wydziału[3]
- Dziekan dr hab. inż. Adrian Różański, prof. uczelni
- Prodziekan ds. Organizacji dr hab. inż. Tomasz Trapko, prof. uczelni
- Prodziekan ds. Badań i Współpracy Naukowej prof. dr hab. inż. Łukasz Sadowski
- Prodziekan ds. Współpracy i Rozwoju dr hab. inż. Monika Podwórna, prof. uczelni
- Prodziekan ds. Kształcenia dr inż. Andrzej Batog, prof. uczelni
- Prodziekan ds. Studenckich dr inż. Magdalena Piechówka-Mielnik

## Edukacja
Obecnie wydział daje możliwość podjęcia nauki na jednym kierunku: budownictwo. Dodatkową formą kształcenia są studia podyplomowe, a także wszelkiego rodzaju szkolenia mające na celu uzupełnianie wiedzy.